# Oxyserica darjeelingia
Oxyserica darjeelingia är en skalbaggsart som beskrevs av Brenske 1898. Oxyserica darjeelingia ingår i släktet Oxyserica och familjen Melolonthidae. Inga underarter finns listade i Catalogue of Life.